# Vizsolyi kőfejtő
A vizsolyi kőfejtő mára geológiai bemutatóhelyként szolgál az odalátogatóknak. Érdekes látványt nyújt, hiszen jól érzékelhető, hogyan alakította a forró vulkáni gőz apró szemcsékké a riolittufát.
A kőfejtő felépítését tekintve a következő kőzeteket tartalmazza: tufit, áthalmozott és hullott riolittufa, valamint riolit lavinatufa.
A lavinatufa az ártufa lavinához hasonlóan kirobbanó piroklasztikum fajtája, mely turbulens, örvénylő mozgású és a földfelszín mélyedéseiben rakódik le.
A kőfejtő agglomerátumos riolittufa anyaga a kitörés során lavinaként zúdult alá kaotikus, örvénylő kavargásban, míg végül így rakódott le. A javarészt horzsakőből álló lerakódásban nagy mennyiségű gőz és gáz rekedt benn, mely később az anyag természetes tömörödése következtében teljesen kipréselődött, és a felszín irányában távozott, hiszen ott kisebb volt a nyomás. A kipréselődés során fumarolacsatornákat hagyott maga után, melyekre jellemző, hogy néhány cm/dm átmérőjűek és csaknem függőlegesek. Így változott meg a formációban az eredeti horzsakő-riolit lapilli arány, hiszen a benn rekedt anyag 90%-a riolit lapilli. A formáció maximális vastagsága 150 m, radiometrikus kora 11-11,4 millió évre tehető.
A vizsolyi kőfejtőben fejtett könnyű sűrűségű, jól faragható kőzetet a helyi lakosság előszeretettel használta szigetelésre, vakolásra, valamint falazó anyagként is hasznosította. A kőfejtő napjainkban szabadon látogatható. Az Aggteleki Nemzeti Park része, valamint megkapta a Natura 2000 területbesorolást is.
A kőfejtő a belterület déli szélének közvetlen közelében helyezkedik el, a Vizsolyon átvezető 3713-as útról letérve egy rövid bejárati úton érhető el.